# NGC 72

NGC 72

NGC 72 هي مجرة حلزونية تبعد حوالي 320 مليون سنة ضوئية تقع في كوكبة المرأة المسلسلة (كوكبة). تم اكتشافها من قبل ريجنالد ميتشيل في عام 1855 و حجمها 13.5.

## وصلات خارجية
- NGC 72 على موقع ويكي سكاي: DSS2, SDSS, GALEX, IRAS, Hydrogen α, X-Ray, Astrophoto, Sky Map, Articles and images